# Толстихин, Марк Игоревич
Марк Игоревич Толстихин (род. 22 мая 1989, Десногорск, Смоленская область) — российский легкоатлет, мастер спорта.

## Биография
Учился в Костромском государственном университете им. Некрасова.

### Спортивная карьера
Начал заниматься лёгкой атлетикой у Александра Николаевича Дружкова, с 2009 года тренировался у Юрия Семёновича Куканова.
Серебряный призёр Кубка Европы 2007 среди клубных команд юниоров.
Бронзовый призёр чемпионата Европы 2008 по горному бегу в командном зачёте среди юниоров.
Победитель чемпионата России на дистанции 1500 метров среди молодёжи на открытом воздухе и в закрытых помещениях в 2011 году.
Победитель международного соревнования «Московский вызов» в 2011 году на дистанции 1500 метров.
Победитель чемпионата России 2011 по кроссу в эстафете 4×1000 метров.
С 12 июня 2011 года является рекордсменом Костромской области на дистанции 1500 метров (3.41,95).
В 2012 году улучшил свой рекорд области на Мемориале Куца в беге на 1500 м (3.40,42).
Неоднократный участник чемпионатов Европы и мира по кроссу и горному бегу.

### Проблемы с законом
На протяжении нескольких лет страдал от наркотической зависимости, занимал деньги у бывших коллег по сборной России, после чего скрывался.
В 2017 году был осуждён в России за грабёж и кражу чужого имущества в крупном размере. В 2019 году после кражи iPhone у жительницы Москвы был приговорён к принудительным работам, но сумел скрыться, после чего был объявлен в федеральный розыск. В феврале 2025 года при проверке документов на станции метро «Тимирязевская» в Москве был вновь задержан.